# Baba Kenji
Kenji Baba (馬場 賢治 (Mã-Trường Hiền-Trị) Baba Kenji, sinh ngày 7 tháng 7 năm 1985 ở Hiratsuka, Kanagawa) là một cầu thủ bóng đá người Nhật Bản. Anh thi đấu cho Oita Trinita.

## Thống kê sự nghiệp
Cập nhật đến ngày 23 tháng 2 năm 2018.
| Thành tích câu lạc bộ | Thành tích câu lạc bộ | Thành tích câu lạc bộ | Giải vô địch | Giải vô địch | Cúp                   | Cúp                   | Cúp Liên đoàn | Cúp Liên đoàn | Tổng cộng | Tổng cộng |
| Mùa giải              | Câu lạc bộ            | Giải vô địch          | Số trận      | Bàn thắng    | Số trận               | Bàn thắng             | Số trận       | Bàn thắng     | Số trận   | Bàn thắng |
| Nhật Bản              | Nhật Bản              | Nhật Bản              | Giải vô địch | Giải vô địch | Cúp Hoàng đế Nhật Bản | Cúp Hoàng đế Nhật Bản | J. League Cup | J. League Cup | Tổng cộng | Tổng cộng |
| --------------------- | --------------------- | --------------------- | ------------ | ------------ | --------------------- | --------------------- | ------------- | ------------- | --------- | --------- |
| 2008                  | Vissel Kobe           | J1 League             | 16           | 0            | 0                     | 0                     | 4             | 1             | 20        | 1         |
| 2009                  | Vissel Kobe           | J1 League             | 13           | 1            | 1                     | 0                     | 5             | 0             | 19        | 1         |
| 2010                  | Shonan Bellmare       | J1 League             | 16           | 1            | 1                     | 0                     | 3             | 0             | 20        | 1         |
| 2011                  | Vissel Kobe           | J1 League             | 1            | 0            | 1                     | 0                     | 0             | 0             | 2         | 0         |
| 2012                  | Shonan Bellmare       | J2 League             | 28           | 9            | 1                     | 0                     | -             | -             | 29        | 9         |
| 2013                  | Shonan Bellmare       | J1 League             | 7            | 1            | 0                     | 0                     | 3             | 0             | 10        | 1         |
| 2014                  | Mito Hollyhock        | J2 League             | 30           | 7            | 1                     | 0                     | -             | -             | 31        | 7         |
| 2015                  | Mito Hollyhock        | J2 League             | 40           | 9            | 3                     | 0                     | -             | -             | 43        | 9         |
| 2016                  | Kamatamare Sanuki     | J2 League             | 42           | 5            | 1                     | 0                     | -             | -             | 43        | 5         |
| 2017                  | Kamatamare Sanuki     | J2 League             | 39           | 5            | 0                     | 0                     | -             | -             | 39        | 5         |
| Tổng                  | Tổng                  | Tổng                  | 228          | 38           | 9                     | 0                     | 15            | 1             | 246       | 39        |